# Terra di Re Cristiano IX
La Terra di Re Cristiano IX è un territorio della Groenlandia che deve il suo nome al re Cristiano IX di Danimarca; si trova nel comune di Sermersooq. È delimitato a sud dalla Costa di Re Federico VI e si affaccia a est sullo Stretto di Danimarca. Le città, nella parte sud, sono Ammassalik, Kulusuk e Kuummiut; in questo territorio si trovano anche il Monte Forel, il massiccio di Kronprins Frederiks Bjerge e il Capo Gustav Holm.